# بيتري إفانسكو
بيتري إفانسكو (بالرومانية: Petre Ivănescu)‏ مواليد 15 أبريل 1936 في بوخارست، هو لاعب كرة يد روماني سابق أصبح مدرباً. مثل منتخب رومانيا لكرة اليد. حقق المركز الأول في بطولة العالم لكرة اليد للرجال 1961.

## سجل المنافسة
شارك في البطولات التالية:
- بطولة العالم لكرة اليد للرجال 1961
- بطولة العالم لكرة اليد للرجال 1964

## الميداليات
| الميدالية | المسابقة                           |
| --------- | ---------------------------------- |
| ذهبية     | بطولة العالم لكرة اليد للرجال 1961 |
| ذهبية     | بطولة العالم لكرة اليد للرجال 1964 |